# British Peer (schip, 1865)
British Peer was een ijzeren zeilschip met een gewicht van 1428 ton. Het werd gebouwd voor de British Shipowners Company op de Harland & Wolff-werf in Belfast, Ierland, in 1865. Het schip was 75,4 meter lang, 11,1 meter breed en 6,9 meter diep.
Het werd in 1883 door de Nourse Line gekocht en was tot de British Ambassador hun snelste schip in hun vloot. In 1878 ging de snelheid naar beneden doordat het tonnage verhoogd werd door de verlenging van de romp met 9,8 meter. Inclusief de kapitein had het schip 23 bemanningsleden.

## Migranten
De British Peer was, net als andere Nourse Line-schepen, betrokken bij het vervoer van contractarbeiders uit Brits-Indië. Op 23 april 1892 vervoerde het 527 Indiase contractarbeiders naar Fiji. Twee maanden later, op 11 juni 1892, kwam het in Suriname aan met Indiase contractarbeiders. Het repatrieerde in september 1894 van Saint Lucia naar India 450 Indiërs die hun contract hadden uitgediend.

## Ongevallen
Tijdens de grote sneeuwstorm van 13 maart 1891 raakte de British Peer in botsing met de stoomboot Roxburgh Castle van 1.222 ton die daaroor zonk. Hier kwamen 22 mensen bij om het leven.
De British Peer bezocht Zuid-Afrika voor het eerst in 1886, terwijl het op reis was met contractarbeiders. In november 1894 stopte het opnieuw bij Kaap de Goede Hoop, met een lading zout en 471 Indiase contractarbeiders. Op 8 december 1896 trof het een rif aldaar in Saldanha Bay en zonk; er waren slechts vier overlevenden. Een onderzoekshof, gehouden op 7 januari 1897, oordeelde dat "het verlies van het schip werd veroorzaakt door roekeloze navigatie van de kant van de kapitein". Het wrak ligt daar begin 21e eeuw nog steeds.